# 伯尔尼保护文学和艺术作品公约

伯尔尼公约簽約國（藍色）分佈圖

《伯尔尼保护文学和艺术作品公约》（法語：Convention de Berne pour la protection des œuvres littéraires et artistiques），简称《伯尔尼公约》，是关于著作权保护的国际公约，1886年9月9日制定于瑞士伯尔尼。截至2022年11月，全球已有181个国家批准了《伯尔尼公约》。
该公约适用的国家创建了一个联盟，称为伯尔尼联盟，以保护作者对其文学和艺术作品的权利。

## 内容提要
《伯尔尼公约》涉及对作品和作品作者的保护。条约以三项基本原则为基础，载有一系列确定所必须给予的最低保护方面的规定；并载有为希望利用这些规定的发展中国家所作出的特别规定。
该三项基本原则如下：
1. 对于起源于一个缔约国的作品（即作者为该国国民的作品，或首次发表是在该国发生的作品），每一个其他缔约国都必须给予与各该缔约国给予其本国国民的作品同样的保护（“国民待遇”原则）。
2. 保护的取得不得以办理任何手续为条件（“自动”保护原则）。
3. 保护不依赖于作品在起源国是否存在保护（保护的“独立性”原则）。不过，如果某缔约国规定的保护期比本公约所规定的最低期限更长，作品在起源国不再受保护的，可以自起源国停止保护时起，拒绝予以保护。
保护的最低标准涉及应受保护的作品和权利，以及保护的期限：
a. 必须加以保护的作品包括：“文学、科学和艺术领域内的一切成果，不论其表现形式或方式如何”（本公约第2条第(1)款）。
b. 除若干允许的保留、限制或例外以外，以下各项权利必须被视为专有的许可权：
- 翻译权；
- 对作品进行改编和编排的权利；
- 戏剧、戏剧音乐、音乐等作品的公开表演权；
- 文学作品的公开朗诵权；
- 对这类作品的演出进行公开传播的权利；
- 广播权（缔约国可以只规定获得报酬的权利，而不规定许可权）；
- 任何方式或形式的复制权（缔约国可以在某些特殊的情况下，允许未经许可的复制行为，但条件是，复制不与作品的正常利用相抵触，也不无理地损害作者的合法利益；缔约国也可以对音乐作品的声音录制品规定获得公平报酬的权利）；
- 以作品为基础制成音像作品的权利，以及复制、发行、公开表演或向公众传播该音像作品的权利；

本公约还规定了“精神权利”，即表明作品的作者身份的权利，以及反对对作品进行任何篡改、删改或其他修改、或与作品有关的将有损于作者名誉或名声的其他毁损行为的权利。
c. 关于保护的期限，一般规则是必须保护到作者死后50年为止。但是，该一般规则也有例外。对于匿名作品或假名作品，保护期为作品合法地向公众提供以后50年，但如果假名使作者的身份确定无疑，或作者在有效期内公开了其身份，则例外；在后一种情况下，应适用一般规则。对于音像（电影）作品，最短的保护期为作品向公众提供（“发行”）以后50年，或者未向公众提供的，为作品完成以后50年。对于实用艺术作品和摄影作品，最短期限为这类作品完成以后25年。
《伯尔尼公约》准许对经济权利规定某些限制或例外，即规定在某些情况下，可以不经版权所有人授权，也不支付报酬而使用受保护的作品。这些限制通常称为对受保护的作品的“自由使用”，是在第9条第(2)款（在某些特殊情况下的复制）、第10条（引用和以教学示例方式使用作品）、第10条之二（报刊文章或类似文章的转载和在时事报道中使用作品）、第11条之二第(3)款（为播放而制作暂时录制品）中规定的。此外，伯恩公約第2條第8項規定：「本公約之保護，不適用於單純時事報導性之記事及雜報。」
《伯尔尼公约》巴黎文本的附录还准许发展中国家为在某些与教育活动相关的情况下翻译和复制作品而适用非自愿许可。在这种情况下，允许不经权利人授权进行所述的使用，但要支付法定的报酬。
伯尔尼联盟设有大会和执行委员会。联盟中凡至少遵守斯德哥尔摩文本行政条款和最后条款的成员国均为大会成员。执行委员会的成员从伯尔尼联盟的成员中选举产生，但瑞士例外，瑞士是当然成员。
WIPO秘书处两年期计划和预算中涉及伯尔尼联盟的部分，由伯尔尼联盟大会负责制定。
《伯尔尼公约》于1886年缔结，1896年在巴黎修订，1908年在柏林修订，1914年在伯尔尼补充完备，1928年在罗马修订，1948年在布鲁塞尔修订，1967年在斯德哥尔摩修订，1971年在巴黎修订，并于1979年修正。
本公约对一切国家开放。批准书或加入书必须交WIPO总干事保存。

## 歷史
《伯尔尼公约》是在国际文学与艺术协会的维克多·雨果的鼓动下制定的，因此它受到法国版权法中“作者权”（droit d'auteur）概念的影响，这与英美法系的“版权”（copyright）概念形成鲜明对比，后者仅涉及经济问题。
在《伯尔尼公约》之前，版权立法在国际层面一直未得到协调。例如，英国国民在英国出版的作品将受版权保护，但法国的任何人都可以复制和出售。荷兰出版商Albertus Willem Sijthoff在翻译书籍贸易中声名鹊起，他于1899年写信给荷兰女王威廉明娜反对该公约，因为担心其国际限制会扼杀荷兰印刷业。
《伯尔尼公约》紧随1883年《保护工业产权巴黎公约》的脚步，后者以同样的方式为其他类型的知识产权（专利、商标和工业品外观设计）的国际一体化创建了一个框架。与《巴黎公约》一样，《伯尔尼公约》设立了一个局来处理行政事务。1893 年，这两个局合并成为位于伯尔尼的保护知识产权联合国际局（BIRPI）。1960年，BIRPI搬到了日内瓦，以便更靠近联合国和该市的其他国际组织。1967年BIRPI成为世界知识产权组织（WIPO），1974年成为联合国专门机构。
《世界知识产权组织版权条约》于1996年通过，以解决《伯尔尼公约》未能解决的信息技术和互联网领域问题。

## 制定、修订与补充
- 1886年9月9日制定于瑞士伯尔尼，原始签字国为瑞士、英国、比利时、德国、法国、意大利、西班牙、利比里亚、海地和突尼斯共十个国家。
- 1896年5月4日于巴黎补充。
- 1908年11月13日于柏林修订。
- 1914年3月20日于伯尔尼补充。
- 1928年6月2日于罗马修订。
- 1948年6月26日于布鲁塞尔修订。
- 1967年7月14日于斯德哥尔摩修订。
- 1971年7月24日于巴黎修订。
- 1979年10月2日更改。[3]

## 外部連結
- Berne Convention for the Protection of Literary and Artistic Works（页面存档备份，存于） （英文）
- WIPO-Administered Treaties（页面存档备份，存于） （英文）
- 《保护文学和艺术作品伯尔尼公约》（页面存档备份，存于）（简体中文）